# Вершки и корешки
«Вершки́ и корешки́» — рисованный мультипликационный фильм, который создал в 1974 году режиссёр Леонид Носырев по мотивам русской народной сказки «Мужик, медведь и лиса».

## Сюжет

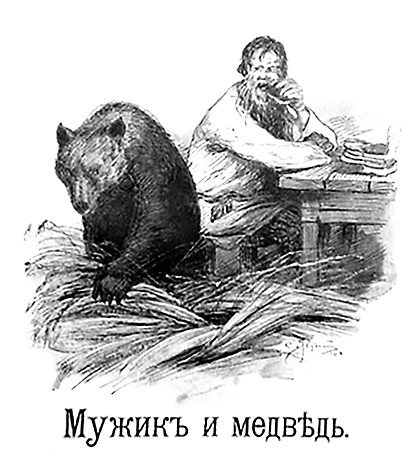
Рисунок из дореволюционного издания сказки

Этот мультфильм рассказывает о работящем мужике и ленивом и глупом медведе.
Медведь, ищущий, чем бы поживиться на дармовщинку, заприметил, что весной трудолюбивый мужичок выехал на поле — пахать землю. Угрожающе зарычав, косолапый подступил к пахарю и пригрозил, что покалечит, если тот не поделится урожаем. Покладистый мужик согласился, пообещав честно разделить всходы: зверю — вершки, а себе — корешки. Глупый медведь не знал, что крестьянин сеет репу, дождался осени, получил обещанный воз ботвы и крепко разозлился на мужика-обманщика.
На другой год Мужик посеял рожь. Когда он поехал её жать, на поле явился Медведь и потребовал себе корешки. Когда мужик уехал, Медведь попробовал корешки и, конечно, снова остался очень недоволен. А мужик намолол муки, испёк ржаных лепёшек и ел их, запивая квасом.

## Создатели
| автор сценария и режиссёр  | Леонид Носырев                                                                                |
| художник-постановщик       | Вера Кудрявцева                                                                               |
| композитор                 | Евгений Ботяров                                                                               |
| звукооператор              | Владимир Кутузов                                                                              |
| оператор                   | Михаил Друян                                                                                  |
| монтажёр                   | Елена Тертычная                                                                               |
| ассистенты:                | О. Володина, Нина Орлова, Татьяна Сокольская                                                  |
| художники-мультипликаторы: | Алексей Букин, Юрий Кузюрин, Марина Рогова, Владимир Шевченко, Юрий Батанин, Александр Мазаев |
| редактор                   | Аркадий Снесарев                                                                              |
| директор картины           | Любовь Бутырина                                                                               |
| сказку рассказывает        | Валерий Золотухин                                                                             |

- Создатели приведены по титрам мультфильма.

## Видеоиздания
Мультфильм издавался на DVD в сборнике мультфильмов: «Михал Потапыч», «Союзмультфильм» (дистрибьютор «Крупный план»).